# Angelo Vassallo
Angelo Vassallo (Pollica, 22 settembre 1953 – Acciaroli, 5 settembre 2010) è stato un politico italiano.
Sindaco del comune di Pollica, è stato ucciso in un attentato la cui sospetta matrice camorristica è tuttora oggetto di indagini da parte della magistratura. Dodici anni dopo, nel luglio 2022, vengono messe sotto indagine nove persone: due legate alla camorra, quattro imprenditori e tre carabinieri.

## Biografia

### Attività politica
Sindaco di Pollica in tre mandati (dal 1995 al 1999, dal 1999 al 2004 e dal 2005 al 2010), nel 2010 si era presentato per un quarto mandato: unico candidato, rieletto il 30 marzo con il 100% dei voti validi, 76,55% dei votanti (1 286 voti su 1 680 votanti, con 394 schede non valide, incluse le bianche) a fronte di un'affluenza votanti del 72,4% degli aventi diritto. Esponente del PD, in passato aveva ricoperto anche l'incarico di consigliere provinciale a Salerno tra le file de La Margherita; oltre alla carica di sindaco, ricopriva anche quella di presidente della Comunità del parco, organo consultivo e propositivo dell'ente parco nazionale del Cilento, Vallo di Diano e Alburni. Soprannominato il "sindaco pescatore", politicamente Vassallo si distingueva per un marcato ambientalismo.
Vassallo, il cui comune è stato l'epicentro degli studi sui regimi alimentari mediterranei (molti degli studiosi del Seven Countries Study, come Ancel Keys, Jeremiah Stamler, Flaminio Fidanza e Martti Karvonen, avevano stabilito la loro residenza estiva nella frazione comunale di Pioppi), si è fatto promotore nel 2007 della proposta di inclusione della dieta mediterranea tra i patrimoni orali e immateriali dell'umanità. Dopo un lungo negoziato, durato 3 anni, la candidatura italiana venne approvata dall'UNESCO il 16 novembre 2010, nel corso del 3° comitato del patrimonio culturale immateriale dell'UNESCO svoltosi a Nairobi. La delegazione italiana in Kenya, guidata per conto del Ministero delle politiche agricole alimentari e forestali dal professor Pier Luigi Petrillo, decise di dedicare il riconoscimento proprio ad Angelo Vassallo, generando grande commozione in tutti i delegati internazionali che a lungo applaudirono il riconoscimento.

### L'omicidio
La sera del 5 settembre 2010,  intorno alle 22:15 ad Acciaroli (frazione di Pollica), mentre rincasava alla guida della sua Audi A4 Avant, Vassallo è stato colpito da nove proiettili calibro 9, sette dei quali a segno. Benché la matrice dell'attentato sia ignota, il pubblico ministero Luigi Rocco, incaricato delle indagini, ha avanzato l'ipotesi che esso sia stato commissionato dalla camorra al fine di punire un rappresentante delle istituzioni che si era opposto a pratiche illegali: un collegamento potrebbe risiedere nelle azioni svolte da Vassallo a tutela dell'ambiente, che erano viste dalla camorra come un ostacolo al controllo del porto che le avrebbe garantito libertà nei commerci illegali di droga.
Il 25 marzo 2015 Bruno Humberto Damiani è indagato per l'omicidio di Angelo Vassallo. Nel luglio del 2018, otto anni dopo, il pm Leonardo Colamonici ha notificato un avviso di garanzia per l'omicidio a Lazzaro Cioffi, il sottufficiale dei carabinieri colluso con il clan Caivano per averne protetto le attività di narcotraffico. Cioffi dal 1991 fino a pochi mesi prima di essere arrestato ha lavorato nel nucleo investigativo di Castello di Cisterna. Quindi ne faceva parte anche il 5 settembre del 2010.

#### Esequie e tributi
Le esequie di Vassallo, che lascia una moglie e due figli, si sono tenute il 10 settembre a Acciaroli, la frazione di Pollica che ospita il porto, officiate dal vescovo di Vallo della Lucania Giuseppe Rocco Favale alla presenza di numerose autorità nazionali e locali, tra cui il presidente della regione Campania Stefano Caldoro, il ministro dell'ambiente Stefania Prestigiacomo e il segretario del PD Pier Luigi Bersani, nonché il leader di Sinistra Ecologia Libertà e presidente della Regione Puglia Nichi Vendola.
Il Parlamento europeo ha decretato un minuto di silenzio in omaggio a Vassallo, e il presidente dell'assemblea Jerzy Buzek ha ricordato che il sindaco è «… stato ucciso dalla camorra…» e che «… la sua morte non deve passare invano».
Dalla morte di Vassallo, vi sono stati diversi tributi in suo onore.
- Nel 2010 Angelo Vassallo è nominato uomo dell'anno da parte della redazione di Rainews24.[19]
- Dal 2015 al 2018 è in scena un monologo teatrale Il sindaco pescatore, interpretato da Ettore Bassi, per la regia di Enrico Maria Lamanna e i testi di Edoardo Erba e Dario Vassallo, liberamente tratto dal libro omonimo dello stesso Vassallo.[20]
- Nel 2016 il cantautore cilentano Giancarlo Di Muoio incide la canzone Il sindaco pescatore, ispirata alla figura di Angelo Vassallo.
- Nel 2016 è trasmesso su Rai 1 Il sindaco pescatore, film tv di Maurizio Zaccaro, con Sergio Castellitto e Renato Carpentieri, dal libro omonimo di Dario Vassallo.[21]
- Ad Angelo Vassallo, il professor Petrillo, autore del dossier di candidatura de La dieta mediterranea all'Unesco e capo delegazione italiano, dedica il riconoscimento dato dall'UNESCO alla Dieta mediterranea, primo stile di vita alimentare ad essere proclamato, il 16 novembre 2010, patrimonio culturale immateriale dell'umanità UNESCO.[22]
- Gli è dedicato il film di Luca Miniero Benvenuti al Sud, 2010, con Claudio Bisio protagonista.[23]
- È organizzata in sua memoria una diretta web e televisiva[24] per ricordarne la persona e per discutere di lotta alle mafie.
- Riccardo Iacona, il 30 gennaio 2011, nella prima puntata del suo programma Presa diretta su Rai 3, intitolata La bella politica[25], prova a fare il punto sulle indagini legate all'omicidio del sindaco.
- Angelo Vassallo è ricordato il 21 marzo 2011 nella Giornata della Memoria e dell'Impegno di Libera, la rete di associazioni contro le mafie, che ogni anno in questa data legge il lungo elenco dei nomi delle vittime di mafia e fenomeni mafiosi.
- Il giornalista Luca Pagliari idea uno spettacolo che ne racconta la storia e il coraggio dell'onestà. Lo spettacolo è rappresentato per la prima volta a Castiglione del Lago (Perugia) il 26 agosto 2011, a pochi giorni dal primo anniversario del suo assassinio.
- A settembre 2011, in occasione del primo anniversario della sua morte, è conferito il Premio Speciale della Giuria Sele d’Oro Mezzogiorno[26] per la Sicurezza, la Legalità, la Tolleranza e la Pace alla memoria di Angelo Vassallo.
- Il 25 marzo 2012, la Fondazione che porta il suo nome è insignita del Premio Roberto I Sanseverino, organizzato da La Magnifica Gente dò Sud e dalla città di Mercato San Severino.
- Il 23 aprile 2013 viene citato nella serie tv Benvenuti a tavola.
- Viene citato nella canzone AltrItalia, dell'album Sul tetto del mondo (2011), dei Modena City Ramblers.
- Gli viene dedicata una sala del ristorante La Tela (bene confiscato alla criminalità organizzata), nel comune di Rescaldina.
- Alla sua memoria sono intitolati alcuni luoghi e istituzioni pubbliche: 
  - una piazza nel comune di Massa e Cozzile (10 marzo 2012);
  - l'appartamento di viale Adamello a Lecco confiscato alla 'ndrangheta e destinato all'housing sociale (21 marzo 2012);[27]
  - il circolo locale del PD e un parco pubblico nel comune di Botticino (rispettivamente 30 aprile 2011 e 2 giugno 2012);
  - il molo del porto turistico di Finale Ligure (23 agosto 2012);
  - una strada a San Mauro Cilento (1º settembre 2013);
  - la biblioteca di Montopoli di Sabina (4 aprile 2014);
  - un parco nella frazione Osteria Nuova del Comune di Sala Bolognese in provincia di Bologna (21 marzo 2016);
  - un parco giochi per bambini ad Aielli (Aq), paese montano dell'Abruzzo con cui il comune di Pollica costituì un gemellaggio proprio negli anni del compianto sindaco Angelo Vassallo (14 maggio 2016);
  - un parco pubblico nel comune di Ladispoli (10 novembre 2019);[28]
  - un parco pubblico nel comune di Casalnuovo di Napoli (30 luglio 2020);[29]
  - una piazza nel comune di Greve in Chianti (5 settembre 2020);[30]
  - il giardino della scuola media del comune di Rosolina (3 luglio 2021);
- Il 15 dicembre 2018 è stato presentato il docu-film Il coraggio nel cambiamento;
- Il 5 settembre 2020 gli studenti del Liceo A.F. Formiggini di Sassuolo iniziano un'opera dedicata a Vassallo e alle altre vittime innocenti di mafia presso il porto di Acciaroli, e da allora ne continuano la realizzazione ogni anno.[31][32]
- Il 6 settembre 2020 gli viene dedicata una targa alla memoria, posta sull'Eremo di Sant'Angelo a 180 metri s.l.m. nel comune di Sant'Egidio del Monte Albino.